# 可可 (大熊貓)
可可（2019年6月26日—），原名「甜可」，第三批贈港大熊貓之一，雌性。2024年與雄性大熊貓安安定居香港海洋公園。
可可的母親是著名的美麗熊貓「漢媛」，故她又會被稱作「媛妹」，其雙胞胎哥哥名叫「麒麟」，也稱作「媛哥」。可可性情溫順、活潑好動，善於攀爬。。

## 定居香港
為慶祝中華人民共和國成立75周年，中央再向香港贈送兩隻大熊貓。中國大熊貓保護研究中心從近400隻大熊貓當中選出可可與安安，主要涉及兩方面的考慮：
1. 身體健康，擁有活潑的性格、強壯的體魄，以便順利適應香港的生活。
2. 生育機率大：可可的父輩和祖輩都是高產熊貓。當時希望安安與可可能夠在香港為熊貓家族開枝散葉。[5]當時尚未知道盈盈已經懷孕。

交接前，中國大熊貓保護研究中心對安安、可可進行了全面健康評估，同時還安排專家和飼養員與香港海洋公園人員前來學習、參與一對大熊貓飼養的4名飼養員進行深入交流，讓他們熟悉和掌握安安、可可的性情和生活習性，並與兩隻大熊貓建立信任。
2024年9月25日，中國大熊貓保護研究中心在都江堰舉辦歡送儀式，並且向香港海洋公園轉交安安與可可的檔案。9月26日，兩隻大熊貓於凌晨3時05分離開中國大熊貓保護研究中心都江堰基地，乘搭飛機由成都雙流國際機場前往香港，並於上午11時05分抵達香港國際機場。經過30天隔離檢疫，10月26日可可開始進駐海洋公園的香港賽馬會四川奇珍館，即第一對贈港大熊貓第一代安安與佳佳的故居。
2024年10月，香港舉辦了「大熊貓命名比賽」，搜集市民意見，幫安安、可可重新命名。比賽共收到超過22,600份命名建議，眾多命名建議中，期望沿用「安安」及「可可」的約佔逾1000份。12月7日，投票結果公布，決定沿用原名。命名比賽冠軍得獎者表示，「安安」和「可可」能組成「安可」組合，寓意香港未來好事會繼續安可、接踵而來，故認為沿用原名很好，對於可可，表示「可」有凡事皆可能的意思，希望香港未來有無限的可能性。
2024年12月8日，香港賽馬會四川奇珍館向公眾開放，安安、可可開始與公眾見面。